# あいりすミスティリア!〜少女のつむぐ夢の秘跡〜
『あいりすミスティリア！〜少女のつむぐ夢の秘跡〜』は、オーガストおよびDMM GAMESの学園RPG。オーガスト作品としては第11作目となる。公式略称は「あいミス」。18禁版はタイトルが一部異なり、『あいりすミスティリア！R〜少女のつむぐ夢の秘跡〜』となる。

## 概要
本作品はオーガストとしては初の他社との共同開発ゲームであり、またオーガスト初のオンラインゲームとなる。ゲームシステム開発 / 運用はDMM GAMESが担当し、世界観設定 / キャラクター / シナリオ / サウンドはオーガストが担当する。

### 沿革
- 2017年
  - 9月22日 ‐ 東京ゲームショウ2017にてDMM GAMESから発表され、同時にオーガスト公式ホームページ及び全年齢向けブランドのARIA公式ホームページにて制作が告知された[3]。
  - 12月19日 ‐ PCブラウザ版18禁と全年齢版が同時リリースされた[注釈 1][4]。

- 2018年
  - 2月15日〜9月12日 ‐ 当初はおはじきのような戦闘システムであったが、ゲーム内容の全体的な見直しのため長期メンテナンスとしてサービスが一時休止された[5]。
  - 9月13日 ‐ 戦闘システムが一新されてβテストとして運営再開。同時にDMM Game Player版（ダウンロード版）とDMM GAMESストア版（Android版）が追加リリースされた[6]。

- 2019年
  - 1月31日 ‐ 正式サービス開始[7]。
  - 2月7日 ‐ 『あいミスRADIO!』がYouTubeで配信開始[8]。
  - 2月26日 ‐ TVCMが放送開始された[9]。
  - 4月17日 ‐ App Store版とGoogle Play版が追加リリースされた[10]。
  - 9月13日 ‐ あいミス1周年イベント開催。Twitterトレンドで「 #あいミス1周年 」が第3位にランクインした[11]。
  - 12月30日 ‐ ライブイベント『Airots 1st Live for あいりすミスティリア！』が渋谷ストリームホールで開催された[12]。

- 2020年
  - 1月31日 ‐ 正式サービス1周年記念キャンペーン開催[13]。
  - 2月7日 ‐ あいミスRADIO!が１周年を迎えた[14]。
  - 9月13日 ‐ あいミス2周年イベント開催[15]。

- 2021年
  - 8月19日 ‐ 海外プラットフォーム『Johren』にて、繁体字版『あいりすミスティリア！』のサービスが開始された[16]。

| プラットフォーム | 対応形式                  | レイティング  | サービス開始日 |
| ---------------- | ------------------------- | ------------- | -------------- |
| DMM GAMES        | PC（ブラウザ）            | 18禁 / 全年齢 | 2017年12月19日 |
| DMM GAMES        | PC（ダウンロード）        | 18禁 / 全年齢 | 2018年9月13日  |
| DMM GAMES        | スマートフォン（Android） | 18禁 / 全年齢 | 2018年9月13日  |
| App Store        | スマートフォン（iOS）     | 全年齢        | 2019年4月17日  |
| Google Play      | スマートフォン（Android） | 全年齢        | 2019年4月17日  |
| Johren.games     | 海外端末                  | 18禁 / 全年齢 | 2021年8月19日  |

## ストーリー
主人公である「冥王」は、世界を作った神々の1人として、輪廻転生を管理する役割を担っていた。ある日、輪廻をつかさどる世界樹が原因不明の大炎上を起こし、冥王の尽力により世界樹は消失こそ免れたがその大半が焼け落ちてしまった。輪廻転生を行うための世界樹が休眠状態に陥ってしまったことにより人間界では新たに人が産まれなくなってしまった。
それから1年、冥王は世界樹の聖霊ユーと出会い、世界樹の力の源である種子が人間界に飛び散ってしまったことを知る。
さっそく冥王は世界樹を元に戻すため人間界に赴くも、信仰が薄れた事によって人間界での冥王の力はあまりにも弱くなっていた。それでも、身体に種子を宿した少女アシュリーの活躍によりなんとか種子を持ち帰ることに成功した。
それから2か月、冥王は冥界に「エディア・ローファ樹理学園」を創立、そこに身体に種子を宿した少女たちを集め、彼女たちをアイリスと名付けた。

## 登場人物

### 主人公
冥王
世界を創った神々の一人。神々の中で唯一、冥界へと降り世界樹の面倒を見てきた。魂の輪廻転生を司る刻の管理者。本名は「ハデス」。
本来なら神として絶大な力を持つのだが、聖樹教会によって世界樹炎上の犯人とされたことで人々の信仰が薄れ、地上では本人が「村人A」を自称するほど弱体化する（ただし本体は冥界にあるので死なない）。
冥界においては《深淵》込みのギゼリックに勝ち、アイリスが束になって挑んでも攻撃を悉く防ぐほどに強く、高速かつ自在な飛行能力も発揮できる。地上での弱体化は先述の通り信仰の薄れが原因であり、「信仰を得る」などの条件を満たせば、神としての権能を発揮することが可能になっていく。
神の如き存在ではあるが、気さくで大らか。ごく普通の青年に近しい感性を見せる半面、輪廻転生を司る立場故か、人間界には基本的に不干渉としており、自らを律している。
状態異常に耐性があるため、フランチェスカの踊りの効果やセイレーナの歌による魅了の効果が無い。ただし魔力や種子の影響がない踊りや歌には感動したりは出来る。食事ではトミクニ風の味付けを気に入っている様子。
地上では冥界に追放されたと伝えられているが、実は本人の意思で冥界に来ており、本人曰く他の天上人とは反りが合わなかったとのこと。
かつて世界樹が一度だけ実らせた果実を食し、それによってユーとの間に繋がりができ、彼女が深淵を脱しようとするきっかけとなった。この果実はリンゴに似ていたが、大変強烈な酸味だった模様。

### ヒロイン
ユー
声 - 花園めい
世界樹の一部に意識が宿った存在。世界樹の種子を感知する能力を持ち、冥王のサポートを行う。
感情豊かで喜怒哀楽がストレートに出る素直な人物であり、コミックリリーフ的な役割を担うことが多い。また人情に脆いことから物語を引っ張っていく場合も存在する。
世界樹の中にいる時から冥王のことを慕っており、その想いはアイリス達にも負けないと思っている。物語開始の一年ほど前にベアトリーチェの前に現れ、以後は長期にわたって冥王に魔力を注ぎ続け、治療を行っていた。
ベアトリーチェから「つる植物」というあだ名を付けられて最初は憤慨していたが、現在ではそのあだ名を気に入っている。
ナジャの生み出した魔法陣を破壊したり、《深淵》に飲み込まれそうになったギゼリックの治癒、マリエラにもがれたリディアの翼を修復するなど、極めて高い魔力を保持している。その正体は深淵の園の姫である（後述）。
アシュリー・アルヴァスティ
声 - 桐木りり
ライン伯爵家に仕えていた「白銀騎士団」の最後の生き残りで「白銀の疾風」の異名を持つ騎士。高潔な精神と強い信念の持ち主でもあるが、当人には有名人という自覚がなく同性にもてると緊張してしまう。
前の主であるエリーゼ姫の生存を信じて疑わなかったため二君に仕えるを良しとしなかったが、殺された姫の霊の説得により冥王を新たな主とした。
動物好きで、冥界ではべロスのお散歩を楽しんでいる。基本的に優等生だが早起きはニガテであり、目覚まし時計を幾つも部屋に置いている。
ラディスとはまだ「アイリス」の名前が無かった頃からの付き合い。当初は冥王を中心とした、規律ある「冥界騎士団」の創設を考えていたが、ラディスと協力してとある事件を解決したことで軟化した経緯があり、阿吽の呼吸で通じる間柄である。
クリスティン・ケトラ
声 - 沢澤砂羽
通称：クリス。聖樹教会に所属する上級聖神官で、神聖魔術に長けている。聖樹教会では100年に1人の秀才と言われているほど。
上級聖神官は聖神官を導く立場であり、無断で出奔したことから裏切り者のような形になっている。
聖樹炎上後の聖樹教会では冥王が聖樹に火を放った邪神であると定められたため、冥王に一目ぼれした自らを戒めるべく夜な夜な滝に打たれながら聖印を切っている。
真面目に聖神官としての務めを果たす一方、その反動なのかルール破りの常習犯であり、ちょくちょく教会を抜け出しては町に出ていたとのこと。
甘いものが大好きなお茶会メンバーの一人でポリンやヴァレリアとよくお茶会を開いている。花が好きで、品種改良を重ねて生み出した花には彼女の名が冠されている。このことから「花の聖神官」とも呼ばれる。
琴が得意だが、眠ってしまう人が多いのを気にしている。フランチェスカ、ウィルと組んで、冥界の町で公演をしたりしている。
彼女が教会に入ったのは、兄弟姉妹が多い一方で貧しい家庭だったため。現教皇のオリヴィエはソルベンヌの教会にいた頃の先輩で、教皇として崇敬しているが、個人としては割とぞんざいに接している。
妄想癖があり、事あるごとに冥王との許されない恋で妄想してしまい、邪念撲滅に勤しむこととなるが、ベアトリーチェはそれこそが彼女の最大の武器であると見込んでいる。優れた技能を持つ他のアイリス達と比べ、自分が特技と言えるものが何も無いと密かに悩んでいたが、若くして教皇に上り詰めたオリヴィエにさえ「信仰心ではクリスには敵わない」と言わしめる純粋な祈りの心は、それだけで巨大な神殿を築き上げ、神殿を媒介に冥王の権能を人間界に顕すほどの、壮絶な力となって現れる。
ソフィアレーナ・ブロンセカ・クッカ・ヤトゥクー
声 - 波奈束風景
通称：ソフィ。巨大な戦斧を片手に放浪していたダークエルフィン。エルフィンは菜食主義だが、ダークエルフィンなため肉好き。
普段の物腰は柔らかだが、実年齢は256歳であり、年齢の話題になると凄みを効かせる。旅をしていた影響で見識が広く、知識面でもアイリス達をサポートする。
料理の腕は超一流であり、お菓子も絶品。ソフィ本人はカリル（カレーに似た食品）を好んでいる。
フルネームは親愛度を上げることで解放される親愛度イベントで知ることが出来るが、それ以外で名乗ることはない。
幼馴染であるティセとはちょっとした蟠りがあるが、メインストーリー及び親愛度イベントにて解決される。
放浪癖があるが、本人は『冥王のところが私の帰るところだから放浪することはない』としている。
ラディス
声 - 小鳥居夕花
ドワリンド出身の大魔術師を自称する少女（ドワリンではない）。歯に衣着せぬ物言いが特徴。「栄養はすべて頭に行った」との事で小柄だが、ポリンと違って特に気にしていない。
世界樹炎上までは魔術師が集う魔術塔でナジャの弟子として雑務に明け暮れる生活を送っていたが、身体に種子が宿ったことでその力（種子）の秘密を解き明かしたいと考え魔術塔を出てしまった。その際、人助けを魔術師の生き方としていたナジャに対し真理の探究こそが魔術師の生き方であると捨て台詞を吐いて飛び出してしまった。
冥界に来てからは授業をよくサボり不真面目な生活を送っていたが、豹変したナジャと再会したことで自分の犯した過ちに気づき責任を感じている。
フルネームは魔術語扱いなので一般人には聞き取り不能。エルミナとはいとこの関係で、彼女のことはエルと呼んでいる。
出身の村は寒村で、流行病により彼女を残して住民は全滅している。
なにかと濃いアイリスの中では常識的かつ容赦なくツッコめる性格のため、たいていツッコミ役をする羽目になる。
アシュリーに次いで冥王と出会ったアイリス。冥王の許に集うシーダーの組織を「アイリス」と名付けることを提案したのは彼女である。
ベアトリーチェ
声 - 桃山いおん
冥王が自ら創ったメイドにして忍者。学園では教師も務める。冥王への忠誠心は確かだが、性格と味覚に問題がある。
冥王に寄って来るアイリスやその他の女性キャラに嫉妬してか彼女らに嫌味のこもったあだ名を付けて普段からその名で呼ぶが、ピンチの時にはフルネームで呼ぶことがあるため根っからは嫌っていない模様。
少々過激な性格であるため当初は教職に就くことを疑問視されていたが、メイドらしいアフターケア、軍隊式の熱血教育、魂にかけてあきらめるなという体育会系の根性論が一部の生徒たちに受けている。
なお、ベアトリーチェ以外にも街一つ作れる以上の冥界人が存在する。
アユカワ・コト
声 - 藤咲ウサ
東の国トミクニ出身のサムライ。普段は無気力だが、勝つためなら狡い手段も厭わないリアリスト。
十の流派を皆伝まで極めた「十流皆伝」（とりゅうかいでん）。剣の腕前はアシュリーをして「もはや剣聖の域」とまで言わしめる凄腕。剣以外でも、矢の雨を傘で軽々といなすなど、凄まじい技量を見せつけている。
トミクニでは幾多の敵を切り殺した「細雪の凶刃」（ささめゆきのまがつば）の名で知られており、郷里に帰った時は多くの者から仇として狙われた。
実家は神社だが、家を出て刀を振るう道を選んだ。なお、トミクニは戦国の世の中でありコトの実家は失われ、仕えていたヤバセ家も現在のミカドに滅ぼされた。ヤバセ家を滅ぼしたミカドへの恨みはあるものの、そのミカドの治世でかつての主君が願っていた「平和なトミクニ」が実現していることもあり、仇討ちをする気は無い様子。
普段はやらないが、師匠にみっちりと仕込まれたので、料理は得意。飴が好物で、瓶詰の飴玉を常備している。以前虫歯で七転八倒した経験があるため、歯磨きは念入りに行っている。
ヴァレリアはかつて仕えていた国の姫に似ているらしく、冥界に来てからは彼女を影ながら見守ることを好んでいる模様。
ちょっとした水たまり程度でも避けて通るほどの、重度のカナヅチでもある。
クレア・フィランドル
声 - 美月
身の丈ほどもある盾を操って戦う重装戦士。「エルハイムの鋼壁」という二つ名は自分で付けて広まったものである。
実は攻撃を受けることに喜びを感じるマゾヒスト。帝国の大貴族であるフィランドル家の18番目の娘ながらも、家出して傭兵となった。
戦っている時の興奮を味わうため、いろんな場所でいろんな人と戦いたいという理由から冥王側についた事で、帝国の敵となった。
帝国元帥の妻から求婚され、駆け落ちを求められたことがあるなど、女性にモテる。イベントでも男装する機会が多く、演劇で男性の役柄を演じたこともある。
パトリシア・シャンディ
声 - 花安未羽
クリスの後輩にあたる神官。格闘家でもあり、手甲を得物として戦う。
世話焼きで、気づくと小さい子の面倒を見ている。スキンシップとして相手に抱きつくことが多い。
10年前の「ハイドラ戦争」で弟を亡くしており、弟の最期の言葉である「笑って」という言葉を受けて以来、みんなが笑顔でいられる世界を作ることを目的としており、それを実現可能な存在が冥王であると思っている。また、自分が笑っていれば周囲も幸せになれるという考えから、お気楽で明るい性格をしている。
本人は一口飲んだだけで気絶するほどの下戸だが、酒造技術を持ち、「パトリシアビール」を作っては酒好きなアイリスたちに配っている。また、炭酸飲料の「パトリシアサイダー」はファム、リリィ、リディアが好んでいる。
フランチェスカ・フレインセニエ
声 - 桃井いちご
街一番のプリマ。世界トップレベルの踊りに自信を持っており、種子を手に入れてからは常に劇場の観客を泣かせるほど魅了していた。聖樹教会の教皇も涙を流すほどだった十八番を披露しても魅了できなかった冥王を魅了するために、冥界に付いていくことを決める（冥王を魅了出来なかったのは、踊りが種子の影響であったため）。
踊りに関しては真摯であり、役の勉強のために学園では歴史の授業も受けている。女の子に化粧をしてより輝かせるのが好きで、ラウラやヴァレリアに化粧を教えたりしている。
バランス感覚に優れているため、応用的に乗馬も得意としている。
ポリン・フォン・ハイルブロン
声 - 実羽ゆうき
帝国出身の貴族の令嬢。自身の胸に対して並々ならぬコンプレックスを抱いており、それを克服するために錬金術に打ち込んでいる。薬化学の共同研究のパートナーであるクルチャからは師匠と呼ばれている。
胸の研究はことごとく失敗しているが、副産物でしばしば画期的な物質や薬品を生み出している。戦闘ではフラスコを敵に投げつけ、ダメージと共に様々な効果を与える戦法を取る。
気の強い一面もあるが、クルチャ含め仲間への面倒見は良く、また冥王への好意も素直に表に出し、アピールも積極的。
優れた才能故に実家から半ば追い出されるようにして、与えられた屋敷で一人暮らしをしていた。その影響なのか、家族への情はあまり見せていないが、妹のアリンだけは深く気にかけている。
ハイルブロン家の家訓に「水泳を究めるべし」というものがあり、セイレーナであるウィルの次に泳ぐのが得意。これはハイルブロン家の先祖が海難事故に遭った際、セイレーナに命を救われたため。
冥界に娯楽が殆どないことに抗議をしたことがあるが、挙げた娯楽のトップに位置するアイリス（絵ならエルミナ、歌ならウィル、踊りならフランチェスカ）がいたため、考えを改めた。
エルミナ
声 - 奏雨
ラディスの従姉で元宮廷絵画師。描いた絵を実体化させる、非常に珍しい絵画魔術を操る。 実はロリコンであり、貴族のオッサンばかり描くことに耐えられずに宮廷絵画師を退職した。
ラディスが好きだが、現在はドワリンの二人にも興味津々。一応異性として冥王も好き。飴玉で子供を釣ってモデルになって貰おうとするなど、かなり際どいことをやっている。
一方、その性癖を抜きにすれば、落ち着いていて気遣いもできる大人の女性。
4コマ漫画では頻繁にロリ画伯と呼ばれており、イベントの敵キャラとしてもロリ画伯名義で登場したことがある。また、アビリティの中には同じパーティーにラディス、ファムがいると魔力・敏捷・幸運が増加するというものが存在する。
ラディス曰く、昔は暗い顔をして絵を描いてばかりいる少女だったとのこと。
ラディスと同じくフルネームは魔術語。
セシル・ライカ・エンゲル・ベルグルンド
声 - 歩サラ
ハイエルフィンの少女。危ないところを冥王に助けてもらい、名前を聞かれてついフルネームを教えてしまったが、実はエルフィンにとってフルネームを教えると言うことは婚約と同義のため、冥王を「旦那さま」と呼ぶようになった。
なお、いきなりフルネームを教えて婚約を迫ったことは、後に実母からテロ行為と認定されている。
精霊使いであり、身長5メートルほどの炎の巨人イフリータなどを操るが、本人は火が少し苦手。セシル本人は「お願いしているだけ」と言っているが、それで強大な精霊を操る素質はナジャをして戦慄させるほど。
赤ん坊の頃からいつの間にか傍らにいたイフリータとは主従関係を結んでおらず、イフリータはセシルの裡で燃える情熱に住んでいる。いきなり強大な上位精霊を従え、さらには森の民であるエルフィンの長い歴史でも初めて火の精霊を従えた赤ん坊ということで、当時のアナスチガル達は大騒ぎとなった。それ故、力の制御を誤らないように大切に、悪く言えば過保護に育てられた。好奇心旺盛な性格はその反動と言える。また、セシルにとってイフリータは手のかかる弟のような存在だが、イフリータの方は不満げにその逆だと主張している。
方向音痴であり、広い学園の中で迷って度々授業に遅刻している。
動物と意思疎通することが可能であり、動物の言葉も多少操れる。魔術生物であるベロスとも会話可能。ラウラと猫語で会話する一幕もある。
髪が奇跡的に美しく、他のアイリスからは羨ましがられている。
実年齢は不明だが、アナスチガルが「100年ほど前には女王であり、母だった」と語っていることから、生誕から100年程度は経過していると推測される。
ティセザーレ・ストューカ・マチュルフカ
声 - くすはらゆい
通称：ティセ。セシルのお目付け役を務めるエルフィンで、弓の名手。罠の扱いにも長けている。
白鹿（後述）を殺害した犯人の追跡と捕縛を命じられており、世界中を周るということで、冥王について行くことにした（本人曰く一番の理由は冥王の足音が気に入ったから）。
誇り高き戦士である一方、自室で全裸でくつろぐなどプライベートではだらしない一面もある。ソフィとは幼馴染。
ぬいぐるみを集める趣味があり、大量に部屋に飾ってある。ラウラの尻尾がお気に入りで、常にモフりたいと考えている。冥王への好意を素直に出せないツンデレ。
耳が非常によく、足音で誰が近づいて来ているかなど判断出来る。その足音から性別や性格、経歴に至るまで様々な情報を読み取れるなど、洞察力にも優れていることが窺える。
別れの挨拶もなしに出ていったソフィに対してちょっとした蟠りがあるが、メインストーリー・ソフィの親愛度イベントにて解決する。
セシルとは本編以前からの付き合いのようだが、彼女がアナスチガルの娘であることはメインストーリーでビルヴゴーデンに帰郷するまで知らなかった模様。
イリーナ・ボンダルチューク
声 - 木村あやか
軍人的な気質を持つ銃士兼機工士のドワリン。びしっ、と音を立てて敬礼する癖がある。
十分に大人（ルージェニアと同じくらいの歳）だが、幼い見た目のせいでエルミナから子供扱いされることに困惑している。一人で寝ることができないため、ファムと一緒に寝ている。
金属や宝石など物の加工全般に優れ、自身の銃の製造と改良、アイリス達の武器の修復や、部屋の改装・修理なども行っている。真面目で学業成績も良好である。
猫好きで、私服では猫耳のような突起の付いた帽子を被っている。また、フランチェスカが羨むほど肌質が良い。
一年の半分は雪に包まれるドワリンドの街・ルルセベクからさらに山奥に入った先に故郷があり、生家も健在。村では鉱山資源を盗賊の手から守った英雄と見做されている。
ファム・ファルホーフ
声 - 白雪碧
ファーマー（農家）のドワリン。天真爛漫だが、モンスターどころかゾンビさえ捌いて食べてしまうほどのたくましさを持つ。
バブーと言う名の豚を相棒としており、先に死んだ方は相手の食料になるという約束をしている。バブーは非常に賢く、ファムが戦闘不能になっても戦うほど強い。
学園にきた当初は勉強も特訓も嫌がったが、学食が食べ放題なことを知り、勉学に励むことにした。また、敷地内に農場を作り、そこで採れた野菜は学食に提供されている他、畜産も手掛けている。モンスターも食べていることから意外に舌が肥えており、時折意外な美食をもたらすことも。
以前畑を荒らされたためか、イナゴが嫌い（但し、見かけたら即座に甘辛く煮付けて食する）。
親愛度イベントでは砥石を冥王にプレゼントしたため、学園中を騒然とさせた（ドワリンの文化において、砥石をプレゼントするのは求愛の意味がある）。
ラウラ・ケリリ
声 - 羽鳥いち
猫耳と尻尾を持つ、ミューリナという獣人の少女。南の大砂漠にあるオアシス都市ハジャーズの孤児院出身で、ストリートチルドレンをまとめ上げていた。
外の世界に興味を持ち、キャラバンに混ざってやって来た町で冥王の財布を盗むが、猫じゃらしの誘惑に負けて捕まる。世界を救うということには興味が無かったが、冥王から面白いことと次々に遭遇出来ると勧誘されて冥王の学校に入学する。入学後もちょくちょく地上へと行っており、仲間から買い出しを頼まれることも多い。手数料は取るが、見合った程度にしか取らない。同時に冥界を中継地とすることで行商も行っている。
やたら懐いてくるベロスを苦手にしている。
もふもふの尻尾をティセがよく触りたがることに辟易としているが、クルチャの尻尾に浮気した時は複雑な心境だった。
クルチャ・アステ
声 - 長月麗陰
ラビリナというウサギの耳と尻尾を持つ獣人の少女。自分は歌って踊るのが得意だと考え、アイドル活動に余念がないが、ウザさから評判はあまりよろしくない。歌はウィル、踊りはフランチェスカに教えて貰っているが、なかなかその成果は現れていない。
島一番の薬草使いだったが、森で昼寝をしている間に一族は海賊によって誘拐もしくは殺害されてしまった。そんな壮絶な過去を持っているにも拘わらず、そんなことを微塵も感じさせないポジティブ思考の持ち主。海賊への復讐などは考えておらず、自分の名を世に広めることで生き残った同郷の仲間達と再会することを願い、前向きに活動を続けている。
薬師としての才能は、薬化学の共同研究のパートナーであるポリンから、王宮薬剤師より凄いと評されるほどの腕前。アイドル活動は上手くいったりいかなかったりだが、その傍らでは非常に有用な薬品をポンと出したり、アイドル活動中でも職務はきっちり遂行するなど、プロ意識は高い。
後にパルヴィン王国のとある問題の解消に大きく貢献したため、ルージェニアの根回しでパルヴィン王国の名誉王宮薬師に任じられる。
ヒーラーでアイドルという新機軸を考え、ヒーリングにポーズとセリフを付けた結果、ヒーリング能力が上がるという謎現象が起こったが、ラディスからはウザさが天元突破したと言われている。
一人称の「クルちゃん」は、ユーから本気で嫌がられている。
ヴァレリア・リスティ・ド・シェルバネスク
声 - 羽鳥空
ヴァンピールの少女。筋金入りの貴族社会であるヴァンピールの共同体から抜け出すために、祖父の知り合いである人間の貴族を頼って人間の学校へ留学しようとしていた。しかし、ホームステイ先の城に到着した時点で種子の力にのまれ暴走していた貴族を返り討ちにしてしまい、留学どころではなくなってしまう。そこにやって来た冥王から冥界の学校に入らないかと勧誘され、留学先を変更することにした。
箱入り娘だった為、自分で服を買ったことや、化粧をしたことも無かった。文武芸術など幅広い科目で優良な成績であり、剣術ではアシュリーから筋が良いと言われ、踊りではフランチェスカからは素質を感じると言われ、ラディスからはヴァレリアみたいな助手が欲しいとまで言わしめた才能の塊。コウモリのコーとモリーを常に従えており、空を飛ぶ時は手伝って貰っている。
とある出来事がきっかけで、JK文化に憧れている。
以前にゾンビから吸血してしまい、そのせいで体調を崩したことがあり、ゾンビにはトラウマがある。
シャロン・オリーヴァ
声 - 神代岬
ドラゴニアの少女で、「火山の暴君」として恐れられていた。519歳だが、ソフィとは違い年齢に誇りを持っている。
実は暴君の逸話は母親を失った悲しみからの暴走によるもので、普段は気さくな性格をしている。 暴走していた頃に付近の住民から供えられたゴスロリ服を気に入って、それ以来愛用している。
自分の見た目を子供っぽいと評したヴァレリアの祖父・リスティを、トラウマを与えるほどの丸焼きにした事がある。そのリスティとの交流は続いているようで、手紙越しにチェス勝負を繰り広げている模様。
ドラゴニアは人の姿とドラゴンの姿を使い分けられる生態を持ち、ドラゴンの姿でこそ真の力が発揮できるが、過去に何かあったのか、シャロンは長らく人の姿で過ごしている。
最古のドラゴニア・ガルガンチュアの一人娘である。
ウィルヘルミーナ・シュヴィール
声 - 外街未来
通称：ウィル。人の心を操る魔力のこもった歌を歌えるセイレーナの少女で、声量、音程、リズム、情感全てが一級品とされている。その魅了の歌で次々に船や船乗りを海の藻屑にしていた。そこにやって来て、最後まで歌を聴いてくれた初めての人である冥王に付いて行くことを決めた。海では人魚の姿だが、尾びれを脚の形に変えることが出来るため、陸上生活にも支障はない。
人付き合いを苦手としており、なかなか気持ちを素直に表現出来ない。
作詞のためという名目で恋愛小説にはまっており、ラディスの部屋によく入り浸って読んでいる。本人は恋愛小説好きを隠しているつもりだが、そこそこバレている。作曲は得意だが作詞の才能は壊滅的で、冥王に腹を抱えて笑われたことを根に持っている。
ルージェニア・ハディク・ド・パルヴィン
声 - 和央きりか
パルヴィン王国第一王女で国王代理。これといった特技はないが優しい心とカリスマを持つ。パルヴィン王国に迫る帝国軍を退けた後、プリシラを伴ってアイリスに加わった。
世界平和を目指しており、平和のための適度な運動、バランスの良い食事、早寝早起きを心がけている。ファッションに独特のセンスを持っているため、服装などは妹であるプリシラが全て選んでいる。
今後のアイリスの活動に資するだろうと、加入する際にアイリスに「パルヴィン王国の食客」という公的な立場を用意した。
ラディスとは10年後に世界平和を実現出来るかどうかで、宮廷魔術師になるか研究支援をするかという賭け事をしている。
赤ん坊の頃に盗賊に誘拐され、たまたまパルヴィン王国を訪れていたソフィが救出した（本編から20年ほど前）というエピソードがあるが、ソフィはルージェニアにそのことを伝えていない。
プリシラ・マルツェル・ド・パルヴィン
声 - 猫村ゆき
パルヴィン王国第二王女で、冷静沈着な軍師。
パルヴィンを訪れた冥王の一行とともに、帝国の侵略に対抗した際に姉をかばって重傷を負い、その治療のために種子を使ったことでアイリスとなった。国を放って冥王に従うかどうか迷っていたが、ルージェニアが行くということで冥界に付いて来た。
軍略を壮大なアートとして捉えており、効率よりも美しさを優先してしまうことがある。
女の子のお尻を触るのが好きで、フランチェスカによって尻ソムリエと命名された。
リディア
声 - 周防珊瑚
天庭から遣わされた天使。2章から敵として登場しており、当初は「帝国軍指揮官」という名前だった。3章にて天使であり「リディア」という名前が判明する。力を開放することで背中から白い翼が生える。
天上人の忠実なるしもべであり、マリエラに仕える存在として作られた水を司る天使。大鎚「水の聖鎚」（ウシュク・ヴェーテ）を使って攻撃する。
人間は世界樹に寄生する存在と嫌っており、部下は捨て駒と考えている。また、あくまでも天上人の部下なので、天上から冥界へと降りた冥王の事も軽視している。
パルヴィン攻防戦ではルージェニアを庇ったプリシラに瀕死の重傷を負わせたが敗退。また《深淵》の力を得てファウスタではアイリスとギゼリックの暗殺を狙うも失敗。罰としてマリエラによって翼をもがれるなどしたが最後までマリエラの為に戦い、帝国では種子を強引に体内に取り込みアイリスに対峙した。しかしそれでもアイリスに敗北したことで、マリエラによって瀕死の重傷を負わされてしまう。
アイリスがマリエラを撃退した後、最後の力を振り絞って燃える帝都に雨を降らせて鎮火するが、自身は消滅してしまう。
ゴーレム同様に天使に魂は無いから冥界に行かないと冥王自身も考えていたが、冥界で通常より色が薄い魂として現れたため、冥王の力で蘇生され、種子の適正は無いがアイリスの一員として迎え入れられる。
現在は「感情」を得たことでいろいろと戸惑っている。敵対していた過去から他のアイリスとどう接していいか分からなかったが、少しずつ打ち解けている。
冥界まで堕ちたことから堕天使と自認しているものの、天使であるという事実に変わりはなく、擦り傷程度ならばすぐに治る程度の自然治癒力を持つ。また、魂と感情を得たことで通常の天使よりも力が上がっている。
水の天使故なのか、綺麗好き。ツンツンした一面を見せることもあるが、感情を得て間もないためか純真無垢で、子供のように素直な性格でもある。
ギゼリック＝ファウスタ
声 - 雨音遊
ヴァンダルス同盟中央都市ファウスタの女王。旧来の商習慣をことごとく破壊し、ファウスタの繁栄を作り上げた。また、型破りな生き様から放埒の王と呼ばれている。
王位継承権は15番目と低かったが、大臣に言いくるめられて血を血で洗う一族同士の殺し合いに勝利して王になった。しかし大臣によって幽閉されてしまい、その時に《深淵》の力を得た。その経緯から心身ともに深い傷を抱えている。
《深淵》と種持ちのハイブリッドなため、その実力は他のアイリスたちより群を抜いている。武闘大会の決勝で破れたことで、優勝賞品として冥王に貰われていくことになった。
従者にスゴ肉兄弟という筋肉質な三兄弟がおり、ギゼリックが冥王に貰われた後は、彼女の代わりにファウスタを治めている。
明るく豪放磊落な性格でアイリスたちともすぐに打ち解け、一見相性の悪そうなクリスとも良好な関係を築いている。
虫が嫌いでコガネムシレベルでも触れず、退治してもらうために冥王を部屋に呼ぶほど。
ナジャ
声 - 北風響子
魔術師のドワリン。ラディスの師匠にあたる。エンデュラシアに建つ魔術塔の代表であり、ドワリンドの宮廷魔術師も勤めていたこともある。魔術師には珍しく、責任感の強い律儀な性格。
師弟関係ではあるが、ラディスからはまな板と呼ばれている一方、逆にナジャはラディスのことを洗濯板と呼び合う仲。
ラディスが種子を手に入れたことから増長して出奔してしまい、それでもラディスを気にかけて種子や《深淵》について調べていたが、自らの裡に秘めていたラディスへの嫉妬心を《深淵》に付け込まれ、魅入られたことで姿を消してしまう。ラディスと再会した時には《深淵》に完全に呑まれており、《深淵》こそが世界の真理だとし、その《深淵》で世界の秩序を壊そうとし、帝国にも協力をしていた。
《深淵》の力を得ることが出来る護符をリディアに授けたり、マリエラから種子を横取りするなど色々と暗躍するが、最終的にはラディスと和解する。
一連の事件が終息し、《深淵》の世界から帰還後、冥王の機転により贖罪として冥界で学園の講師となり、その命果てるまで人間界に役立つ研究をすることとなる。これは聖樹教会の裁定による措置でもある。
自身のドワリン体形こそが無駄のない至高の体形と語っており、まな板と言われても特に気にしていない。味音痴であり、ベアトリーチェが作った料理でも美味しいと発言している。
自室の床に堆く積まれた本の山に埋まっていたりするなど、片づけは苦手な様子。本人は「これはちゃんと整理された結果」と言い張っている。
アナスチガル・エルマー・エンゲル・ベルグルンド
声 - 手塚まき
エルフィンの女王で、部族連合ビルヴゴーデンの代表。愛称はアナちゃん。セシルの母であり、1000歳を超えているにも拘わらず非常に若々しい。
エルフィンの高位種族であるハイエルフィンであり女王でもあるが、突然変異で生まれてくることで忌み嫌われるダークエルフィンも緑の家族であるという考えを持っており、冥王と似てフランクな関係を好む女王様。
また娘であるセシルの熱くなりやすい性格は母親ゆずりとのこと。セシル同様に方向音痴のようで、意気揚々と歩き出そうとしてセシルにツッコまれることも。
エルフィン最強の精霊使いから女王となり、森に暮らし「聖扉」と呼ばれる世界樹へと通じる聖域を守っていたが、ナジャに容易く「聖扉」へ侵入されたことを遺憾に思っており、冥界で学園の講師となったナジャとガチバトルをした。その結果、意気投合したナジャから魔術の手ほどきを受けるため冥界の保険医となった。
閉塞的な社会で長く生き続けたため、伝統に縛られている面があったが、広い世界に飛び出して成長したセシルの影響を受け、また世界情勢が大きく動き始めたこともあり、積極的な国際協力に乗り出すようになる。
魔術だけでなく弓の腕も達人級で、失伝しかけていたエテルナ弓術（エテルナから弓矢を生成して扱う特殊な弓術）を体得しているなど、多彩なスキルを持っている。
フリッカ
声 - 三代眞子
天上人の一人で、黄金の歯車で刻を司る女神。冥王の幼馴染で「ハデスの相棒」と自称している。数万年の付き合いがあることから冥王もフリッカを信頼している。天上人だが人間相手でも気さくな性格をしている。
長らく行方不明であったが人間界に現れたゼロノスが冥王を殺そうとした際に現れアイリスたちに加勢した。
冥王の元に現れたのは実は精神体であり、彼女の本体は天上界に現れた《厄災》を封印するため今も力を使っている。
帝国領内ランテの城門でポリンの妹であるアリンと出会ったことがきっかけで、悔いが残る生きかたはしたくない、精神体の姿では冥王を助けることができないといった理由から冥王に身体を作って貰うことを頼んだ。しかし、新たな身体に精神体を移すということは《厄災》を封印している本体とは別個の存在に生まれ変わることであり、二度と元の本体には戻れず、やがて死を迎えれば死ぬと冥王からの説明を受けてもフリッカの意思は変わらず、アイリスの一員となった。
実年齢ではぶっちぎりの最年長アイリスとなるが、少女らしい言動からはそう感じさせず、他のアイリスからも対等、フランチェスカなどからは年下のように接される。
人間界を創造する際、冥王と一緒になって不可思議な地形などを作ってはゼロノスに怒られていたらしい。また、人間界の動物を造り出したのは彼女であり、動物達も彼女が創造主であることに気付くらしく、よく懐かれる。そのことについて至って軽い口調で説明されたセシルはあまりの畏れ多さに震え上がってしまった。
オリヴィエ・クロムライト
声 - 明羽杏子（あかばねきょうこ）
聖樹教会の教皇。世界樹炎上によって起きた混乱を冥王が世界樹炎上の犯人と認定し静めた。
クリスとは先輩後輩の関係であり、今のクリスとパトリシアのようなものだった。しかし、教皇になったことで政治に明け暮れるようになり、距離も離れたことでクリスと溝が出来てしまう。
帝国とは長年に渡り交誼を結んで来たこともあり、連合軍との戦争でも帝国軍に味方する。教皇として聖樹教会の意向に真っ向から反対意見をぶつけてきたクリスを拘束して戦場に連れ出し、不本意ながら火刑に処そうとするが、ベアトリーチェの激励を受けて自身の真価に気付いたクリスの祈り、それを受けて冥王が起こした奇跡を目の当たりにしたことで、連合軍側に付くことを決めた。
立場とは関係無く、非常に真面目な性格。沈着冷静に見えるが、クリス曰くちょっと煽られると地が出てくる癖があるとのこと。クリスとの遠慮のないやり取りは、傍で見ているパトリシアをはらはらさせている。
サン・ユーグヴァールがゼロノスに制圧された際、ゼロノスへの徹底抗戦を宣言して身を投げたものの、間一髪でクリス達が直下に到着し、救助されて脱出。世間には死亡したと思わせておくほうが都合が良いため、冥界預かりとなる。
シーダーの適性やそれに匹敵する能力はなかったが、アネーロの提案により彼の使徒となって加護を授かり、アイリスに加入して戦う道を選ぶ。アネーロの性格上、使徒も基本的に自由であり、条件はちょくちょく近況報告をするという程度。
生粋の猫好きであり、猫の自由を尊重し邪魔をしない姿勢からラウラに「猫プロ」と評され気に入られる。
ラウラもその名を知るハジャーズの商家に生まれた令嬢だったが、実家は既に没落している。以後は信仰の道を歩むが、権謀術数渦巻く聖樹教会で数多のしがらみに縛り付けられていったため、純粋に信仰に生きるクリスを尊敬している。
要領が良く、様々な面において優秀であるが、世界屈指のスペシャリストが集うアイリスの中では「様々な面で平均以上」だが「一番にはなれない」ことを認識。冥王のアドバイスを受け、地力で勝負するために泥臭く努力することを決めた。
情報の整理などの事務仕事の他、情報を活用した戦略のプランニングも得意。各国の事情や種族間の関係といった情報にも精通しており、冥王が必要とする情報の傾向を把握して今後を検討するなど、政治力が非常に高い。
教会時代から鍛錬も積んできたため、戦闘も不得手ではなく、杖に代わって聖棍を携え、使徒としての力も活かして前衛を務める。
アリン・フォン・ハイルブロン
声 - 北大路ゆき
ポリンの妹。髪はセミロング丈の小柄なお嬢様。ヴァレリアいわく「深窓の令嬢っていうか、奥ゆかしいっていうか」とのこと。
姉のポリンに会うため別荘へ出かけたが、別荘はもぬけのからであったため、アトリエにあった薬品を誤って扱いショコラスライムを大量発生させてしまった。その後、ポリンが動かすこともできなかったゴーレムを動かしてしまったところで遅れてやってきたポリンと再会を果たした。
後にゴーレムを操る「人形遣い」の才能に目覚め、ゴーレムを操って下級天使の部隊を相手に戦い、アイリス達が到着するまで持ちこたえるまでに成長する。
その後は魔術の道に足を踏み入れ、エンデュラシアで人形遣いとしての技量を磨いていたが、アムニヤコルムを目指す巡礼者達を護衛しながら戦うアイリスの許に、搭乗型ゴーレム「ライラプス」を駆って救援に現れる。その勢いのまま見習いアイリスとなって一行に同行し、ドラゴニア達との交渉（戦闘）にも参加。ガルガンチュアとの単騎戦闘を強いられるシャロンを援護するためライラプスを飛翔させるが、勢い余って事故同然にガルガンチュアに痛撃を与え、シャロンを勝利に導いた。
戦闘後、不意打ちとはいえガルガンチュアに痛撃を浴びせたことを称えられ、彼が拾っていた世界樹の種子を戦利品として受け取り、学園での手続きを経て正式にアイリスとなった。
ポリンとは違い、両親との関係は良好。
熱しやすく冷めやすいところはあるが、こうと決めたことには恐ろしいほどの集中力を発揮する。アイリスに加入することを目指して努力を重ね続けた結果、ナジャですら専門外と語るゴーレム魔術を極めた希少な人材となり、開発を手掛けたライラプスの改良にも余念がない。ポリンから錬金術の手ほどきを受けたため、錬金術も扱える。一方で運動は大の苦手で、本人の身体能力は高くないものの、水泳は姉と同様に得意。運動が苦手なせいで、当初は完全にマニュアル操縦だったライラプスの性能を活かせていなかったが、エンデュラシアの遺跡で入手した遺産と技術を利用して解決した。
余談だが、あの部分は『姉は貧しい』が『妹はとても豊か』である。アリンのことは深く気にかけているポリンでも、そのことでは青筋を立ててしまう。

### 冥界の住人
冥王とヒロインたちに関しては前項を参照。
リリィ
声 - 愛梨
とある任務で救出した後、冥界にまでついてきてしまった幼女。本名は不明であり、リリィとはユーがつけた名前である。
崖から落下した際に無傷であったことから、冥王とユーの間で何か秘密があると冗談半分で疑われていたが…。
学園にも通っておりアイリスと同じように授業を受けている。また非常に頭がよく、授業も受けずにテストで満点を取った。
後に正体が、世界樹《ユーグ・ナ・ローファ》の本当の精霊であり、あることが原因で記憶喪失状態であったことが判明する。
覚醒後は精神年齢が上がり、解説もこなす「頭脳派キャラ」となった。一方でギャグを発することも増え、ユーと共に芸を磨いている。
ベロス
冥王が作った魔術生物であるケルベロス。よくヒロインたちにじゃれつくが、メインストーリーにかかわることはない。アシュリーが可愛がっており、よく散歩させている。新鮮なワンダリングスケルトンの大腿骨が大好物。
言葉を理解できるのは冥王とセシルのみ。
シロ
ラディスが飼っているモンスター。試しに育ててみたら懐いたらしい。
トナ助
ラディスが飼っているモンスターその2。ラディスを乗せて移動してくれるから便利らしい。犬のようにお手もできる。
イフリータ
セシルが使役している火の精霊。とても強力な精霊だが、セシルから怖がられている。
スゥ＆ルゥ
セシルが使役している精霊の蝶。当初はセシルの方向音痴が伝染していたが、現在はセシルの道案内をして授業に間に合わせてくれている。
バブー
ファムのたましいのきょうだい（豚）。バブバブーとしか喋らないがファムには言葉が通じている模様。
ファムにサバイバルを叩き込んだ師匠にして相棒であり、戦闘にも参加している。
コー＆モリー
ヴァレリアの使い魔の2匹のコウモリ。主であるヴァレリアと会話可能で、ヴァレリアの飛行能力は彼らがサポートしている。
ティセの弓矢に射抜かれそうになったことがあるらしくティセを警戒している。その際、コーが「矢が止まって見えた」と発言していたことがティセの癇に障り、ティセとは好敵手となっている模様。
犬っころ
ベアトリーチェが手なずけた犬型のモンスター。犬に似ているが角が生えている。
ひつーじ
シャロンが手なずけたひつじ型のモンスター。群れを手なずけたらしくシャロンが角笛を吹くと大勢のひつーじがやって来る。
サンタリディア
声 - 周防珊瑚
通称サンディ。世界樹がリディアの願いを叶えるため作ったリディアのコピー。
基本的にはコピー元のリディア同様のポンコツだが、リディアより素直な性格をしているため冥王への愛情は直球である。またゴーレムのような魔力の塊であるため天使だったころのリディアのように魂は持っていない。
冥王をサンディランドへ連れ去るためにリディアと対峙するが、第三勢力として現れたデビルゴーレムを倒すためリディアと共闘。デビルゴーレムの最期の悪あがきからリディアをかばって消滅寸前の致命傷を負うが、それでも冥王をあきらめることなくリディアに再戦を挑み敗北。最終的にリディアがその魔力を受け継ぎ、リディアの中で生き続けることとなった。
ミニ世界樹の精霊
声 - 愛梨
通称ちびリリィちゃん。学園の地下迷宮内に誕生したミニ世界樹の精霊。世界樹の根から派生しているためリリィの分身体とも言える。
外見は本物のリリィよりも目が黄色い。また中身は楽しいことがモットーで他者をいたわる気持ちなどが欠けている。
高濃度のエテルナを使って地下迷宮内部にいたアイリスやモンスターたちを洗脳し夢のアイリスランドを築いていたが、最期は本物のリリィによって消された。
ミモレ
冥界人の少女。生前の心の傷が癒えず冥界で200年間暮らしていた。冥王いわく「将来が心配な冥界人ランキング」長年トップに君臨していた。
将来が心配な冥界人ランキング2位の男性
冥界人のおじいさん。冥王いわく「将来が心配な冥界人ランキング」2位でミモレの父親。生前は帝国領内の領地で領主を務めていた。

### 人間界の住人

#### グラーゼル帝国
人間界のほぼ中央に位置し、広大な面積を占めている。
グライフ3世
帝国の元皇帝。不老不死を求めて各国に侵攻、種子を集めている。
ゼクトによると聖樹炎上前までは気弱な人物だったらしい。実は天使と入れ替わられて殺害されている。
エルハイム傭兵団団長
クレアの古巣だった傭兵団の団長。エルハイム傭兵団は砦の守護を任されるほど有力な傭兵団であったが、ゼクト率いる連合軍が帝国に攻め入った際に砦は陥落、かつての名声も地に落ちた。
帝国がゼクトの領土となってから種子の力を手に入れたが、その力を使って村を襲う山賊たちから上前を巻き上げ生活していた。団を裏切ったクレアを憎んでいたが最期はそのクレアによって終止符を討たれた。
ルベール
超がつくほど演劇好きな帝国貴族の女性。
舞踏会やお見合いをボイコットしては劇場に足を運び、劇場を自分で経営しだすほど演劇を愛していたが、劇場が火災にあってしまい取り壊しとなってしまった。
クレアとは昔からの知り合いだが、再会した時にはお互いにシーダーになっており、種子を譲ってほしいと交渉するクレアに対して、交換条件としてアイリスたちの演劇を見せて欲しいと提示する。

#### 聖樹教会教皇領
教皇を頂点とした聖樹教会の領地。中心都市はサン・ユーグヴァ―ル。
聖樹騎士団長
教皇に仕えている聖樹騎士団の団長。
聖樹騎士団は死後は108人の妹が迎えてくれる世界へ旅立つという協会の教えを本気で信じているため、死も恐れない。また敵対者には聖樹教会の教えに背くものというレッテルを貼るため厄介な騎士団である。
帝国打倒後、《深淵》の世界から帰還して再びサン・ユーグヴァールを訪れたアイリス一行を迎えた折には改めて謝罪している。
密かにゼロノスの使徒となっており、強大な加護を得てサン・ユーグヴァールを制圧する。

#### ヴァルムヴァッハ公国
周囲を帝国と聖樹教会に囲まれている小国。
ゼクト・イグナーツ・フォン・ヴァルムバッハ
声 - 秋山樹
帝国と対立するヴァルムヴァッハ公国の領主。貧しい国の主だが、子供好きで戦火に巻き込まれ路頭に迷う子供たちを減らすため活動している。
初登場は2章、盗賊を退治した冥王たちにヴァルムヴァッハでさらわれ帝国の奴隷商に売られてしまった子供たちの救出を依頼、この一件を解決した冥王に身寄りのないリリィを託した。
その後、各国を巡り連合軍を形成、ドワリンド製の最新式の銃なども調達し帝国への反抗作戦を準備、帝国との決戦の際には連合軍の総大将を務めた。
過去にフランチェスカに言い寄ってフラれた事がある。
ラケル
聖印を盗んだ罪で追われていた獣人（ラビリナ）の男。村長の娘さん（人間）と恋仲だった。

#### ライン伯爵領
ライン伯爵家が統治していた領地。白銀騎士団を有していた。
エリーゼ
アシュリーが仕えていたライン伯爵領の領主である姫様（故人）。半年前に和平交渉のため帝国へ向かったが、その後消息不明になっていた。傭兵団の男曰くエリーゼは1か月前に殺されライン伯爵領も地図から消えたとのこと。その後、冥界で魂の姿になってアシュリーと再会。アシュリーに冥王に仕えるよう説得した。

#### パルヴィン王国
帝国の西に位置する農業国家。
パルヴィン王
ルージェニアとプリシラの兄で本名は不明。妹達からは平然と「クズ」呼ばわりされている。軍事面は駄目だが、政治力には優れており、そこは妹達からも信頼されている。
母狐と子狐
人語を喋る白い狐の親子。パルヴィンでは白い狐は「豊穣の守護獣」と呼ばれている。東方の国トミクニ出身でアブラゲが好物。
人の姿に化けることや人の体に憑依することができ、母狐はクルチャに子狐はポリンに憑依した。
パルヴィンで作物を荒す森の主を退治するため冥王たちに協力した。

#### 独立国家エンデュラシア
魔術師たちが集う魔術塔を中心としている独立国家。ただし魔術師たちは国家運営にまるで興味がなく、隣国ドワリンドに研究成果を提供する代わりに全て面倒を見てもらう属国と化している。エンデュラシアの辺境にヴァンピールの隠れ里がある。
黒猫
魔術塔に住んでいた黒い猫。魔術によってナジャの感情が移植されていたが、そのため知恵がついたらしく世界を放浪していた。世界樹がナジャに占拠された際に現れ、ラディスを庇い攻撃を受けるもナジャに感情を返還。
その後自力で魔術塔に戻っており、ナジャが冥界に連れ帰り再び飼い猫となった。
リスティ・ド・シェルバネスク
ヴァレリアの祖父。ヴァレリアは厳しい祖父だと言っており、度々話に出て来る。冥界に留学したヴァレリアのことを気に掛けており、頻繁に文通している。
シャロンとは知り合いであり、ヴァレリアが赤ん坊の頃に自慢しにいったことがあるが、「歳のわりに子供っぽい」という禁句を発したことからシャロンに丸焼きにされ、火に対するトラウマを植え付けられている。
人間の妻を娶ったこともあって、彼個人は人間に対して好意的である。
エリザベス
リスティの妻でヴァレリアの祖母（故人）。人間の姫様であったが政略結婚の駒にされそうになり、ヴァンピールの隠れ里へ逃げ延びリスティと結婚し生涯を遂げた。
結婚前に留学生としてシェルバネスク家に住んでいたことがあったとのこと。

#### エルフィンの森
別称ビルヴゴーデン。純血種のハイエルフィン、通常のエルフィン、突然変異で産まれてくるダークエルフィンたちが森の精霊たちと暮らしている。精霊は複数の同じ姿をした個体が存在しているが個々に意識を持っている訳ではなく意識を共有している。
白狼
エルフィンの女王が使役する精霊。巨人のように大きな白い狼。
白鹿
ティセの部族（白鹿の部族）と共に暮らしていた鹿。長寿であるエルフィンよりも長く生きていたが、何者かに殺された。
ユーノ
愛と盟約の精霊。砂糖菓子をお供えして召喚する上位精霊。愛し合う者に幸福を与えるが、相手を敬う努力を怠る者には未来永劫の孤独を与える。精霊花アレキサンディアを一斉に開花させる能力も持っている。
ユニコーン
聖域の白いヤツ。聖域に住む一角の聖獣。
ハイエルフィンの祖霊
森で生き葬られ森に同化したハイエルフィンの先祖の霊。守護霊として森に留まっているがエルフィンの女王として認められた者しか使役できない。
大精霊
森に住む最古の精霊でエルフィン族の初代女王ルシアの盟友。老人のような姿の精霊で小さな祠で眠っている。

#### 連合都市国家ヴァンダルス同盟
商業が発達しそれぞれの都市が国家を形成している連合国。中心都市はファウスタ。
セレアリス
ファウスタの姫（故人）。ギゼリックの叔母にあたる人物でロジャーと駆け落ちを計画したが失敗し、自ら命を絶った。計画が露見することとなったギゼリックの失敗を死ぬまで恨んでいたが、死後その恨みは晴れていた。成仏できないロジャーを気にかけて自身も成仏できなかったが、最後はロジャーの魂とともに冥界へ行くことが出来た。

#### 船乗りの国ルヌークス
周囲がほぼ海に面しており船が行き交う国。聖樹教会の影響が薄い。
キャプテン・ロジャー
ルヌークスで有名な海賊（故人）。生前は金持ちから奪った金を貧しい人々にばら撒いていたため、ルヌークスで大人気であった。しかし、セレアリスと駆け落ちを約束した場所で捕縛され、縛り首になったことからセレアリスに騙されたと恨んで成仏できず幽霊となった。実際はセレアリスが騙した訳ではなく、ギゼリックが書いた2人への手紙が見つかったことから駆け落ちの計画が露見したことが原因だったと知り、自身に宿っていた《深淵》をギゼリックが引き受けたことで呪縛から解き放たれ、セレアリスの魂とともに冥界へ行くことが出来た。
コロク
ルヌークスにある小島でそこに住む人間たちを治めている犬の王。飼い主であった先代の王が亡くなったあと世界樹の種子の力で人間の言葉が話せるようになった犬である。
シーダーとなったおかげで脚力も強化されており非常にすばやく並の人間では相手にならない。ちなみに武器は剣で口で咥えて戦う。しかし犬の身で世界樹の種子を宿していたため力に耐えきれず衰弱していた。
先代の王がギゼリックを褒め称えていたことからギゼリックを信頼し海賊討伐の指揮を託す。種子を抜いた後はただの犬に戻るも、島民は変わらず彼を王と慕い続けた。
後に再会した際は魔術をかけてもらい一時的に人語で会話し、戦闘能力を失っても知性や勇敢さは健在であった。

#### 砂漠の国ハジャーズ
帝国の南東に位置する広大な砂漠の国。
ガルガンチュア
シャロンの父親であり、ドラゴニアの中でもっとも長寿の古竜。冥王とも顔見知りの仲だが、1000年以上会っていなかった。
悠遠の時を生きてきたが故に寿命が迫っているのか、その力は全盛期からは程遠いながらも、それでもアイリス達をなお圧倒する絶大な力を持っており、またドラゴニアとして戦いを好む性質は老いてなお健在である。
妻の遺品をシャロンに託した後はアムニヤコルムに戻っていたが、交渉のためにやって来たアイリス達と再会する頃には動くことすらままならなくなっていた。若いドラゴニア達から集中攻撃を受け続け、遂に命を終える時が来たかと思いきや、なんと実は皮膚が古くなって思うように動かせず、頑丈過ぎて自力で脱皮することもできず困っていたというとんでもない事実が発覚。集中攻撃でひび割れた皮膚を脱ぎ捨て、全盛期の力を取り戻し、アイリス達との再戦に臨んだ。ドラゴニアが脱皮するなど、冥王ですら知らなかったことだという。
シャルロッテ
シャロンの母親（故人）。シャロンの「絢爛たる翼の王」の聖装は、ガルガンチュアがシャルロッテに贈ったもの。
ペーター
ラウラの弟分の男の子。妹のミリアを助けるため砂漠の盗賊たちの言いなりになってラウラを罠にはめた。ラウラを裏切ったことでプリシラは怒りだしたが、ラウラは彼を仲間だと認め、決して責めることはなかった。
ミリア
ペーターの妹。砂漠の盗賊たちの親玉である禁忌の魔女に捕まっていた。
キュリエ
ラウラの幼馴染で明るくハキハキとした感じの女の子。ハジャーズの孤児たちのため大道芸でお金を稼ごうとしているがあまり売れてないらしい。
ファウスタで開催される義賊祭りに参加するためファウスタへ訪れていたところラウラと再会。一緒に義賊祭りに参加しようとラウラを誘った。

#### 東の国トミクニ
人間界の東に位置する小さな島国。日本の歴史に例えると戦国時代～江戸時代頃を思わせる国。複数のクニが争う群雄割拠の世であったが、一年前に現在のミカドによって天下統一が成り、平和が戻った。
ジンジャを主とした信仰が根付いており、聖樹教会の影響力が及ばない国の一つ。冥王の祠も存在しない。
ミカド
トミクニの新国王。コトが仕えていたヤバセ家などを滅ぼし、戦乱を制してトミクニ統一を成し遂げた人物だが、その後一年で平和なトミクニを作り上げるほどの政治的手腕を持つ優れた統治者。
聖樹教会の正使であるクリスを無下にすることは無かったものの、トミクニはゼロノスからの攻撃を受けておらず実害が生じていなかったこともあり、当初は他国との共同戦線に難を示していた。しかし、都を下級天使に襲撃され、通常戦力では到底太刀打ちできない天庭の戦力を見たことで翻意し、他国との協調を決断。また、都を守った冥王とアイリスに報いる形で冥王の祠の建立を決定した。
カガリ ハルカゼ
元ヤバセ家家臣のサムライで竜玉（世界樹の種子）の持ち主。ミカドに仕えて国の治安を預っていたが、その裏で竜玉の持ち主を集めミカド暗殺を企てていた。
仇討ちのため元同僚であったコトを仲間に誘うが、それを知ったルージェニアに猛反対され、結果的にアイリスたちを敵に回し自分の屋敷を襲撃されてしまう。しかし、折悪く下級天使達が都を襲撃し、アイリスたちがその場を離れなくてはいけなくなったため、状況が一転しハルカゼが仇討ちの機会を得たかと思われたが、ルージェニアから下級天使討伐後に必ずハルカゼを断罪するため戻ってくることを宣告され、敵対するか協力するかの選択を迫られる。この状況での仇討ちはヤバセ家の名誉をひどく毀損することを理解したハルカゼは観念し、アイリスに協力することを選んだ。
下級天使討伐後、ハルカゼは自首するが、未遂で終わったことやルージェニアからの嘆願を受けたミカドの裁きにより、国外追放という形でパルヴィン王国に引き取られた。
なお、彼女と彼女の部下三名の種子は冥王の判断で抜き取られておらず、人間界を守る戦力となることを期待されている。

#### その他
白亀
1万年生きている巨大な亀で、出遭った者に幸運をもたらす。
アネット
世界中を旅して美術品の目利きをしている女性で「美の奴隷」を自称している。
世界樹の種子をその身に宿したことで審美眼がさらに研ぎ澄まされたがそれを「努力で身につけた力ではない」として、種子の譲渡を快諾する高潔な性格。
ドワリンド宮廷画家時代のエルミナと会ったことがあり、その頃から目をかけていたためエルミナとの再会を喜んでいた。
世界樹の種子を譲る条件として、肖像画を描くことをやめていたエルミナに自分の肖像画を描くことを提示する。
実はエルミナはかつて彼女に肖像画を酷評されたことがきっかけで肖像画を描くことをやめていたのだが、今回の依頼の中で、自らの望まない絵を描き続けることでその才能が潰れてしまうことを心配して、あえて酷評したという真意を明かした。
ミステリーイベントの主催者
ミステリー愛好家の貴族。1か月ほど前から恋人のジャスパーを館に住まわせ貢物を贈っていたが10日ほど前から一変してジャスパーを恐れるようになっていた。
ミステリーイベントの当日に殺害されてしまった。
ジャスパー
ミステリーイベントの主催者の恋人。
黒い影
ジャスパーにとりついていた魔物。人や物を操る魔力を持っていたがシーダーであるフランチェスカは操れず、ナジャにあっさり正体を見破られ成敗された。
ウサりん
時間の流れが乱れた危険な山『時の山』の案内役としてフリッカが生み出した不老不死の巨大なウサギ。存在としては天使に近い。主であるフリッカへの忠誠は厚いが、その他への態度は悪い。
長く生きる中で争いを繰り返す人間に失望し、魂を得たことを機に使命を放棄していた。しかし、過去に来てしまったフリッカとクルチャの行動、その後100年の人間たちの助け合いを見て考えを改めたことで現在のウサりんも変化、使命を継続するようになった。

### 天庭
原初の神が創造した12人の天上人（＝神々）とその配下の天使たちが住まう領域。物語中で離反した冥王も含めて数えている場合は天上人は13人になる。
ゼロノス
天上人の筆頭にして世界の秩序を統べる神。世界樹炎上後、人間界で世界樹の種子を集めるようマリエラに指示し世界の再構築を図ったが、世界樹が復活したため冥王と和解した。
しかしその2か月後、魂を１つ残らず消去するため人間界に現れ、冥王の命を狙ったが、フリッカとアイリスたちによって撃退され天庭に帰った。
かつて冥王とフリッカが一緒になって人間界に謎の地形を作るなどの悪戯をするのを見つけては叱りつけていたが、公式4コマ漫画では二人と共に笑い合う姿も描写されるなど、仲が悪かったわけではないようである。
アネーロ
風を司る女神。性格は奔放で好奇心旺盛。派閥に属することを嫌い自由であること好む。
ゼロノスが配下の天使たちを人間界へ派遣していることを察知し、その様子見のため冥王の元を訪れた。
初登場時点でスライムの意識を乗っ取り意のままに操るという能力を披露していたため容姿は不明。だが、一人称ではお姉さんと語っていた。フリッカからは「オネーロ」と呼ばれ、その度に訂正している。
人間界を見回るうちにオリヴィエのことを目にかけるようになり、使徒になってもらおうかと思案していた。その後、オリヴィエがゼロノスへの徹底抗戦を宣言し、身を投げ出したのを見て、生き延びた彼女の前に姿を現し、使徒になることに同意した彼女に加護を授けた。
オリヴィエに対して監視したり、何かを強制する意思は無く、時折人間界についての報告を入れるという程度の仕事しか課していない。
マリエラ
声 - 黒木まゆ
正義を司る天使。世界樹の炎上後からゼロノスの命令によって皇帝グライフ3世になり替わって帝国を支配していた。
リディアと同じ天使であるが地位は上であり、リディアに対して道具以上の感情は持ち合わせておらず、失敗を繰り返したリディアの翼を毟り取るなどの罰を与える。
ゼロノスから与えられた巨大な宝剣「揺らぎなき天庭の裁き」（レディ・ジャスティス）を使って攻撃する。
認識の盾によりマリエラが異物と認定したものを拒む空間を身体の周りに展開するため、通常の攻撃は当てることができない。
またその力を使うことで帝国民は皇帝が入れ替わっていることに気づいておらず、連合軍が帝都まで侵入して来た時は、帝都の住民を魔術で操って迎撃させ連合軍の足止めをした。
帝都陥落後、冥界に奇襲をしかけ冥王とアイリスたちを追い詰めるが、ベアトリーチェの自身を犠牲にした秘策と正体を現したユーによって倒された。
詳細は語られなかったが200年前も冥王の命を狙って、戦ったことがあるとのこと。
トミクニで再度出現。ゼロノスがいる限り何度でも復活可能と明かされたが、この時はルージェニアによってあっさりと倒された。

### 深淵の園
冥界よりも下の地の底にある世界。原初の神がかつて世界樹を創造するより以前に作り出した、謂わば世界樹のプロトタイプ。
ユー（深淵）
声 - 花園めい
深淵の園を創った深淵に意思が宿り人の形を作ったもの。深淵の外の世界に憧れを抱いた深淵の園の姫。ユーの正体。
その力はまさに圧倒的で、手負いとはいえ強大な天使であるマリエラを容易く撃破するほど。
深淵の世界でずっと孤独だったが、ある時冥王に見つけてもらったことで冥王に逢いたいと思い、世界樹を登り始めたことがすべての物語の始まりのきっかけとなる。

### 異界（「AUGUST」過去作コラボキャラ）
異世界（「AUGUST」過去作の世界）からやって来た人たち。

#### 夜明け前より瑠璃色な
フィーナ（フィーナ・ファム・アーシュライト）
声 - 手塚まき
満弦ヶ崎から異世界召喚された地球にホームステイ中の月の王国「スフィア王国」の王女。衣装の細部が変わっている。
ヴァンダルス街道で冥王一行に遭遇し保護された。その後、ヴァンダルス同盟の港街でたらこパスタ店「たらこパーク」が開店すると店長に就任した。
女王であるギゼリックとの関わりで、少なからぬ感銘を受ける。
フィーナの異界の聖装を入手することでゲスト参戦。戦闘時はいつの間にか手元にあった剣を扱い、その技量はギゼリックからも認められている。
朝霧 麻衣
声 - 安玖深音
満弦ヶ崎から異世界召喚された満弦ヶ崎大学附属カテリナ学院吹奏楽部所属の生徒。「夜明け前より瑠璃色な」の主人公である朝霧達哉の義妹。
ヴァンダルス街道で冥王一行に遭遇し保護された。その後、ヴァンダルス同盟の港街でたらこパスタを調理してみたところ地元の住民たちに大ウケし、たらこパスタ店「たらこパーク」を開店した（なお、デスマーチはフィーナが「待った」をかけたためか、不発に終わった）。
家庭の事情で修道院に入ったクリスとは特に親しくなり、自身の秘密を一部打ち明けている。
朝霧麻衣の異界の聖装を入手することでゲスト参戦。戦闘時は愛用のフルートを吹くことで魔術を繰り出す。

#### 大図書館の羊飼い
白崎 つぐみ
声 - 三代眞子
汐美学園の図書部部室から異世界召喚された図書部部長（ルートによっては生徒会長）。図書部は5万人の生徒が在籍する汐美学園で生徒たちのお悩み解決をしている。
旧帝国領でモンスターに襲われていたところ冥王たちに保護された。その後、冥界に新設された図書部エディア・ローファ樹理学園支部でクルチャのお悩みを解決するためにいつものビラ配り等に奔走した。
白崎つぐみの異界の聖装を入手することでゲスト参戦。戦闘時は冥王からもらったマジックアイテムの本で戦う（物理）。
鈴木 佳奈
声 - 遥そら
汐美学園の図書部部室から異世界召喚された図書部の貧乳部員（自称貧乳ではなく「品乳」）。愛称は佳奈すけ。汐美学園第1食堂「アプリオ」でウェイトレスのバイトもしている。
旧帝国領でモンスターに襲われていたところ冥王たちに保護された。その後、冥界に新設された図書部エディア・ローファ樹理学園支部でウィルのお悩みを解決するために、小説家の卵としてアドバイスを送った。
鈴木佳奈の異界の聖装を入手することでゲスト参戦。戦闘時は冥王からもらったマジックアイテムのペンを手帳に走らせ、魔術を繰り出す。

#### FORTUNE ARTERIAL
千堂 瑛里華
声 - 観村咲子
珠津島の千年泉から異世界召喚された修智館学院5年生の生徒会副会長。生徒会長の千堂伊織という兄がおり兄妹揃って吸血鬼であるが、二人が吸血鬼である事は生徒会役員以上の人物にしか知らされていない秘匿情報である。
ちなみにFORTUNE ARTERIALでの吸血鬼は人間より身体能力が高く、人間の記憶の改変、人間を眷属にするなどの能力を持つ。しかし瑛里華は人間の生き血を啜ることを嫌い、輸血パックで吸血衝動を抑えている。また小さな島育ちで同い歳の親友が居たのだが、正体を知られてしまったため彼女の記憶を改変し赤の他人と装って生活している。
旧帝国とパルヴィン国境付近の港町ギドーで瑛里華が新領主となったところ、噂話を聞きつけてやってきた冥王一行と出会い、元の世界に戻るため協力を依頼した。その後、冥界に保護されるとヴァレリアが生徒会長で瑛里華が副会長を務める生徒会を発足し、ヴァレリアを補佐した。
千堂瑛里華の異界の聖装を入手することでゲスト参戦。戦闘時は気づいたらいつの間にか持っていたという蒼珠の力と、吸血鬼としての身体能力を活かして肉弾戦で戦う。
悠木 陽菜
声 - 鷹月さくら
珠津島の千年泉から異世界召喚された修智館学院5年生。美化委員会に所属。名前は「はるな」が正しいが、陽菜の実の姉のかなでは「ひな」とあだ名で呼ぶ。幼少期はとても病弱な女の子であったが、、交通事故を境にして回復する。しかし、事故当時の記憶及び事故前後の一定期間の記憶を失っている。
旧帝国とパルヴィン国境付近の港町ギドーで瑛里華と暮らしていたところ、噂話を聞きつけてやってきた冥王一行と出会う。その後、冥界に保護されるとプリシラと意気投合しナジャ、ギゼリック、ラウラたちの汚部屋を清浄化させていた。
悠木陽菜の異界の聖装を入手することでゲスト参戦。戦闘時はハタキを振るい魔術を繰り出す。

#### 千の刃濤、桃花染の皇姫
宮国 朱璃（桃花染皇女）
声 -  遥そら
豊葦原瑞籬内皇国（皇国）先代皇帝の一人娘であり、最後に残された正統な帝位継承者。
椎葉 古杜音
声 -  小鳥居夕花
豊葦原瑞籬内皇国（皇国）の現代の齋巫女。

#### 穢翼のユースティア
ティア（ユースティア・アストレア）
声 - 麦畑穂香
羽化病に罹患している少女。ユースティアという名前しか覚えていなかったため、カイムによってアストレアの姓を与えられた。
どんなに苦しくても明るさを忘れない前向きな性格。
リシア（リシア・ド・ノーヴァス・ユーリィ）
声 - 海老原柚葉
ノーヴァス王家の第一王女。

## ゲームシステム
スタミナを消費し、シナリオをクリアするシステム。ガチャで入手したキャラクターの聖装（ドレス）及び装備を用いてシナリオごとに設定された敵撃破を目指す。バトルは「コマンド」、「手動」、「セミオート」、「オート」の4種類があり、「コマンド」以外は基本的に自動進行。「コマンド」は技もターゲットも自分で選べ、「手動」はアビリティと必殺技である萌技の予約が可能で、「セミオート」は萌技の予約だけ可能となる。「コマンド」以外は相手の残HPの割合に応じて自動でターゲットが変わる。「学園」にて好感度アップや経験値獲得や各種能力育成のアイテムが入手可能。スタミナ「AP」とシナリオ進行のためのスタミナ「BP」が別枠で管理され、冥王のレベルアップの際にAP/BP共に全回復する。

### 好感度
『学園』の実行やプレゼントを行うことで上げる事が出来、1000まで200毎に親愛度イベントが解放される。18禁版では400と1000でHシーンが開放され、通常版とR指定版が選べる。
正式サービス以降は最大10000まで上げる事が出来るようになり、1000毎にステータスが1%ずつ上昇する。
また、好感度が1000を超えると名簿のキャラクター選択画面の立ち絵が顔を赤らめて照れた表情に変化する。

### AP/BP
APは『学園』でBPは『シナリオ』で使用する。
BPの方は最大で+300まで上限を突破して回復する事が出来る。

### 学園
覇力の鍛錬場、敏速の天回廊、叡閃の図書館、錬総の地下迷宮、学食のお茶会の5箇所にアイリスを配置して回数を決めて実行することで経験値アイテムや能力育成アイテムが入手出来る。施設レベルを上げる事で大成功、超成功の確率が増加する。当初は同時に配置出来るのは2人×3箇所までだったが、アップデートによって全箇所に2人ずつ配置できるようになった。大成功及び超成功時にはアイリスの学園イベントを見ることが出来る。学園イベントは所持聖装×3となっている。また、アイリスの組み合わせでもイベントが発生する他、一部の施設によってのみ発生するイベントも存在する。

### 回想
ストーリー回想、イベント回想、親愛度回想に別れている。親愛度回想はさらに親愛度、聖装、学園、入手で別れている。親愛度は好感度を上げることで解放される。聖装はプレゼントアイテムを消費することで解放することが出来、一つ解放するたびにその聖装のステータスが2.5%上昇する(最大でNとRは2.5%、SRは5%、SR+とSSRは7.5%)。SR+とSSRは18禁版の場合、通常版とR指定版が選べるようになっている。学園は学園イベントを見ると追加される。

### 冥王スキル
バトルでMPを消費して発動する。MPはターンごとに1回復する。最初は「常闇の煙幕」のみだが、メインストーリーを1章クリアする毎に種類が増える。また、冥王レベルを上げることでスキルの効果が上がったり、消費MPが減少する。それぞれ1回ずつしか使用できない制限があったが、11章クリアからスキルの増加ではなく、使用回数の増加に変更された。
| スキル名   | 効果                                                      |
| ---------- | --------------------------------------------------------- |
| 常闇の煙幕 | バトルから離脱。                                          |
| 聖者の息吹 | パーティーメンバー全員のHPを回復。                        |
| 冥王の盾   | パーティーメンバー全員の防御力をUP。                      |
| 冥界の波動 | パーティーメンバー全員の魔力をUP。                        |
| 結束の剣   | パーティーメンバー全員の攻撃力をUP。                      |
| 浄化の眼   | パーティーメンバー全員の状態異常をランダムで1つずつ解除。 |
| 生命の方陣 | パーティメンバー全員に再生状態を付与。                    |
| 亡者の悪戯 | 敵全員の防御力をDOWN。                                    |
| 甘露の祝福 | パーティーメンバー全員の最大HPをUP。                      |
| 鼓吹の篝火 | パーティーメンバー全員の萌技ゲージをUP。                  |
| 甘露の祝福 | パーティーメンバー全員のクールタイムを減少。              |

### 旧版の戦闘システム
2017年12月19日リリース時点の戦闘システムについて。

## スタッフ
- 原画・キャラクターデザイン：べっかんこう、夏野イオ
- シナリオ：榊原拓、内田ヒロユキ、安西秀明、加賀宮考一
- シナリオ協力：瀬尾順、砥石大樹、御厨みくり、保住圭、かずきふみ、8、姫ノ木あく、詠野万知子[21]
- 音楽：Active Planets
- CG着彩：ぺぺる／ひろた／巻道／弥弛　他
- 背景美術：ぺぺる
- 想飾イラスト：脳みそホエホエ[22]
- ゲームシステム開発・運用：DMM GAMES

## 歌

### 主題歌
「みどりのこだま」
- 歌 - KitKit Lu
- 作詞 - 永原さくら
- 作曲・編曲 - 小高光太郎、u.z.

「みどりのこだま〜echo of Airots〜」（主題歌アレンジ）
- 歌 - Airots
- 作詞 - 永原さくら
- 作曲・編曲 - 小高光太郎

### 挿入歌
「Last Healing」（原曲BGM：Magic of Ease）
- 歌 - Ceui
- 作詞 - 永原さくら
- 作曲・編曲 - u.z.、小高光太郎

「宵待ちランタン」（原曲BGM：Run more! Learn more!）
- 歌 - 中恵光城
- 作詞 - 永原さくら
- 作曲・編曲 - 小高光太郎、u.z.

「ウィルクリア」（原曲BGM：Balloon Arch , Puzzle Attack）
- 歌 - 中恵光城、ういにゃす
- 作詞 - 永原さくら
- 作曲・編曲 - 小高光太郎、石倉誉之、u.z.

「ハートフル・ハーフタイム」（原曲BGM：PATAPATA Movie）
- 歌 - Airots
- 作詞 - 永原さくら
- 作曲 - 石倉誉之、u.z. / 編曲 - 石倉誉之

「TOLOGY」（原曲BGM：Be a Rut）
- 歌 - 鈴湯
- 作詞 - 永原さくら
- 作曲 - u.z.、小高光太郎 / 編曲 - u.z.

「サンクチュアリアワー」（原曲BGM：Crystal Fear） 
- 歌 - ういにゃす
- 作詞 - 永原さくら
- 作曲 - u.z.、藤井亮太 / 編曲 - 藤井亮太

「白銀オフトレイル」（原曲BGM：Relish of the Air）
- 歌 - 鈴湯、中恵光城
- 作詞 - 永原さくら
- 作曲 - 小高光太郎、片山将太、u.z. / 編曲 - 小高光太郎、片山将太

「フィラカス」（原曲BGM：Raging Crisis）
- 歌 - 中恵光城
- 作詞 - 永原さくら
- 作曲 - 片山将太、小高光太郎 / 編曲 - 片山将太

「大吉召喚〜Super duper good luck!〜」（原曲BGM：First Sunrise） 
- 歌 - ういにゃす、中恵光城
- 作詞 - 永原さくら
- 作曲 - 小高光太郎、加藤冴人、u.z. / 編曲 - 小高光太郎、加藤冴人

「きみとセピア」（原曲BGM：Sketchbook） 
- 歌 - 鈴湯
- 作詞 - 永原さくら
- 作曲 - 石倉誉之、u.z. / 編曲 - 石倉誉之

「Mysteria Tale」（原曲BGM：Mysteria Gleam） 
- 歌 - Airots
- 作詞 - 永原さくら
- 作曲 - u.z.、小高光太郎、藤井亮太 / 編曲 - u.z.

「ユーグ・ナ・ログ～世界樹のこだま～」
- 歌 - Airots
- 作詞 - 永原さくら
- 作曲・編曲 - 矢野達也

## 反響

### アイリス人気投票
誰でも参加可能なWeb形式の公式人気投票。期間中は1日1回、1回につき2キャラまで投票可能と定められている。また、ユーは正確にはアイリスに含まれないが参考として投票可能となっている。
2018年と2019年に開催されたが2020年には開催されていない。
| キャラ名       | 2018年 | 2019年 | 2020年 | 備考                   |
| -------------- | ------ | ------ | ------ | ---------------------- |
| アシュリー     | 10位   | 17位   |        |                        |
| クリス         | 3位    | 5位    |        |                        |
| ソフィ         | 14位   | 13位   |        |                        |
| ラディス       | 4位    | 8位    |        |                        |
| ベアトリーチェ | 13位   | 15位   |        |                        |
| コト           | 1位    | 7位    |        | 2019年は殿堂入り扱い   |
| クレア         | 23位   | 25位   |        |                        |
| パトリシア     | 18位   | 23位   |        |                        |
| フランチェスカ | 16位   | 22位   |        |                        |
| ポリン         | 19位   | 16位   |        |                        |
| エルミナ       | 17位   | 21位   |        |                        |
| セシル         | 7位    | 4位    |        |                        |
| ティセ         | 15位   | 11位   |        |                        |
| イリーナ       | 9位    | 12位   |        |                        |
| ファム         | 21位   | 24位   |        |                        |
| ラウラ         | 6位    | 6位    |        |                        |
| クルチャ       | 20位   | 20位   |        |                        |
| ヴァレリア     | 11位   | 10位   |        |                        |
| シャロン       | 8位    | 9位    |        |                        |
| ウィル         | 22位   | 14位   |        |                        |
| ルージェニア   | 12位   | 18位   |        |                        |
| プリシラ       | 5位    | 2位    |        |                        |
| リディア       | －     | 1位    |        | 2019年3月から登場      |
| ギゼリック     | －     | 19位   |        | 2018年11月から登場     |
| ナジャ         | －     | －     |        | 2020年3月から登場      |
| アナスチガル   | －     | －     |        | 2020年4月から登場      |
| ユー           | 2位    | 3位    |        | 2018・2019年は参考投票 |
| リリィ         | －     | －     |        |                        |

### 評価
ライターの竹中プレジデントは、2019年12月27日にファミ通Appに寄稿した記事の中で、本作のヒロインの表情と衣装の多様性について評価した。
また、武中はシナリオの量が大きい点も評価し、内容についても「（前略）萌え7：シリアス3（もっと萌えが多いかも？）くらいのバランスで、読んでいて癒されます。」と述べている。

## 漫画
『あいりすミスティリア!~少女のつむぐ夢の秘跡~４コマ』
著者/イラスト　めざし 
原作/監修　オーガスト、DMM GAMES
Web上のあいミス公式サイトにて不定期連載中。基本は週１回程度の掲載だが、著者の筆が非常に早く週に２回掲載されることも頻繁にある。これを元にLINEスタンプ化、電撃コミックスから単行本化。
| 巻数 | 発売日    | ISBN                   |
| ---- | --------- | ---------------------- |
| 1    | 2020/3/27 | ISBN 978-4-04-913091-1 |
| 1    | 2022/2/26 | ISBN 978-4-04-914241-9 |

## イラスト企画
『『あいりすミスティリア！』ねこ好き同好会！活動日誌』
G’sチャンネル（KADOKAWA）にて2024年11月28日からアイリスの会話にめざしによるイラストを掲載する企画が連載開始された。

## Webラジオ

### 『藤咲ウサと猫村ゆきのあいミスRADIO!』
YouTubeにて2019年2月8日より配信中のWebラジオ。パーソナリティは藤咲ウサ（コト役）と猫村ゆき（プリシラ役）。Twitterのハッシュタグは「#あいミスラジオ」が推奨されている。
| ゲスト                         | 放送回                                                             | 備考                       |
| ------------------------------ | ------------------------------------------------------------------ | -------------------------- |
| 歩サラ（セシル役）             | 第19回、第20回、第65回、第66回、第109回、第110回                   |                            |
| 桃井いちご（フランチェスカ役） | 第41回、第42回                                                     |                            |
| 奏雨（エルミナ役）             | 第51回、第52回、第81回、第82回、コトブキヤ出張版、第192回、第193回 |                            |
| くすはらゆい（ティセ役）       | 第61回、第62回、第93回、第94回                                     |                            |
| 遥そら（鈴木佳奈役）           | 第75回、第76回                                                     | 『大図書館の羊飼い』から。 |
| 花安未羽（パトリシア役）       | 第103回、第104回                                                   |                            |
| 和央きりか（ルージェニア役）   | 第115回、第116回                                                   |                            |
| 羽鳥いち（ラウラ役）           | 第127回、第128回                                                   |                            |
| 北大路ゆき（アリン役）         | 第168回、第169回、第206回、第207回                                 |                            |
| 餅月ひまり（YouTuber）         | 第174回                                                            |                            |
| 美月（クレア役）               | 第184回、第185回                                                   |                            |

### 『始めたばかりの冥王様必見！くすはらゆいのあいミス解説』
YouTubeにて2020年9月11日より配信中の遊び方解説動画。パーソナリティはくすはらゆい（ティセ役）。
| #   | タイトル                           | 備考 |
| --- | ---------------------------------- | ---- |
| #01 | 100連召喚やってみた！              |      |
| #02 | 余裕で勝利？0章攻略！              |      |
| #03 | 無心で挑め萌具Lv上げ               |      |
| #04 | 蒼片さんいつもありがとう           |      |
| #05 | スキルとアビリティとティセの悲劇!? |      |
| #06 | 圧倒的ですね有利属性は！           |      |
| #07 | もっと輝け！ポテンシャル           |      |
| #08 | メロンを贈ってティセが成長!?       |      |
| #09 | イベントを遊んでみよう♪            |      |
| #10 | 挑め強ボス！打倒マリエラ!!         |      |

### 『もう始めた中級者冥王様へ！くすはらゆいのあいミス解説』
あいミス解説の中級編。
| #   | タイトル                         | 備考 |
| --- | -------------------------------- | ---- |
| #01 | プラチナ聖装券でよりどりみどり！ |      |
| #02 | SSR萌具を手にさらなる高みへ!!    |      |
| #03 | 貯めて使ってフレアライト         |      |
| #04 | 盗み成功なるか？ラウラチャレンジ |      |

### 『くすはらゆいと花安未羽のあいミスプレイ！ 』
YouTubeにて2021年5月17日より配信中のあいミスプレイ動画。パーソナリティはくすはらゆい（ティセ役）と花安未羽（パトリシア役）。
| #   | タイトル             | 備考 |
| --- | -------------------- | ---- |
| #01 | 教えてくっすー先生   |      |
| #02 | 2人で編成組んでみた  |      |
| #03 | パニッシュメント唸る |      |

## コラボ
『ファミリーマート』
ファミリーマート限定でコト、ルージェニア、プリシラのビットキャッシュカードが販売された。併せてファミリーマート店内ではキャンペーンCMが放送された。
『コトブキヤ』
（１回目）2019年9月14日～9月23日コトブキヤ秋葉原館であいミスリリース1周年を記念して、あいミスの限定コラボグッズが販売された。
（2回目）2020年9月12日～9月22日コトブキヤ秋葉原館、コトブキヤ日本橋、コトブキヤ立川本店であいミスリリース2周年記念限定コラボグッズ販売。
『GraffArt Shop秋葉原店』
（1回目）2019年11月1日〜11月13日の期間限定で、あいミスの限定コラボグッズが販売された。
（2回目）2月22日を記念した猫の日フェアであいミスの限定コラボグッズが販売された。
『BarHonest』
2020年3月3日～3月22日に秋葉原、神田明神下にあるBarHonestでコラボレーションBARとなる『エディア・ローファ樹理学園学食HONEST支店』が開催された。
『パレットメイドカフェ』
2020年8月5日～8月25日、名古屋にあるメイド喫茶パレットメイドカフェで『エディア・ローファ樹理学園 学食パレットメイドカフェ支店』が開催された。
『JAM AKIHABARA』
2020年9月1日～9月27日、秋葉原のメイド喫茶JAM AKIHABARAでコラボカフェとなる『エディア・ローファ樹理学園学食JAM AKIHABARA支店』開催。
『竜胆尊（りんどうみこと）』
2020年9月13日にライブ配信。にじさんじ所属のバーチャルYouTuberとのコラボ。
ちなみにコラボ決定となった理由は竜胆尊曰く「めざしの4コマ」とのこと。
『舞元啓介（まいもとけいすけ）』
2021年6月4日にライブ配信。にじさんじ所属のバーチャルYouTuberとのコラボ第２弾。
『鈴鹿詩子』
2021年7月30日にライブ配信。にじさんじ所属のバーチャルYouTuberとのコラボ第３弾。
『カスタムオーダーメイド3D2』
（1回目）カスタムオーダーメイド3D2内でアシュリーとユーのなりきり衣装がDLC販売された。併せてクリスのなりきり衣装がTECH GIAN購入特典で配布された。
（2回目）カスタムオーダーメイド3D2内にプリシラ、セシルのなりきり衣装が追加された。併せてコトのなりきり衣装がTECH GIAN購入特典で配布された。
（3回目）カスタムオーダーメイド3D2内にラディス、ラウラのなりきり衣装が追加された。併せてリディアのなりきり衣装がTECH GIAN購入特典で配布された。
『凍京NECRO＜トウキョウ・ネクロ＞ SUICIDE MISSION』
2020年3月31日～4月24日開催。あいミスの2章11話をクリアすると凍京NECRO側で10連チケットが配布され、凍京NECROの2章5節9をクリアするとあいミス側で10連チケットが配布されたコラボイベント。
『夜明け前より瑠璃色な』
2020年6月19日～7月2日開催。オーガスト作品同士のコラボ第１弾。あいミスにプレイアブルキャラとしてフィーナと麻衣が追加された。
『大図書館の羊飼い』
2020年7月22日～7月3日開催。オーガスト作品同士のコラボ第2弾。あいミスにプレイアブルキャラとして白崎つぐみと鈴木佳奈が追加された。
『FORTUNE ARTERIAL』
2021年6月4日～6月16日開催。オーガスト作品同士のコラボ第3弾。あいミスにプレイアブルキャラとして千堂瑛里華と悠木陽菜が追加された。
『千の刃濤、桃花染の皇姫』
2021年7月30日～8月11日開催。オーガスト作品同士のコラボ第4弾。あいミスにプレイアブルキャラとして宮国朱璃と椎葉古杜音が追加された。
『穢翼のユースティア』

　2022年6月24日～7月4日開催。オーガスト作品同士のコラボ第5弾。あいミスにプレイアブルキャラとしてティアとリシアが追加された。

## 関連商品

### スターターパック
『樹理学園へようこそセット』
発売 - 2017年11月15日
発売元 - オーガスト
設定資料集・BGMアレンジCD・ランチョンマット・ゲーム内アイテム（シリアルコード）

### 音楽CD
『あいりすミスティリア! ORIGINAL SOUND TRACK』
発売 - 2018年1月26日
楽曲制作 - Active Planets
監修 - AUGUST
CD2枚組、全34トラック。ダウンロード販売では1曲ずつの購入も可能。
| #         | タイトル                                     | 作詞       | 作曲             | 時間 |
| --------- | -------------------------------------------- | ---------- | ---------------- | ---- |
| 1.        | 「みどりのこだま short ver.」(歌：Kitkit Lu) | 永原さくら | 小高光太郎、u.z. | 1:41 |
| 2.        | 「Academia Knows」                           |            | 小高光太郎、u.z. | 5:05 |
| 3.        | 「Magic of Ease」                            |            | u.z.、小高光太郎 | 5:45 |
| 4.        | 「Mystic Parade」                            |            | 小高光太郎、u.z. | 2:59 |
| 5.        | 「Run more! Learn more!」                    |            | 小高光太郎、u.z. | 3:19 |
| 6.        | 「Puzzle Attack」                            |            | u.z.、小高光太郎 | 2:44 |
| 7.        | 「Balloon Arch」                             |            | u.z.、小高光太郎 | 2:19 |
| 8.        | 「Sleepy Fluff」                             |            | u.z.、小高光太郎 | 2:20 |
| 9.        | 「PATAPATA Movie」                           |            | u.z.、小高光太郎 | 2:30 |
| 10.       | 「Be a Rut」                                 |            | 小高光太郎、u.z. | 3:09 |
| 11.       | 「Relish of the Air」                        |            | u.z.             | 3:18 |
| 12.       | 「Elven Hamming」                            |            | 小高光太郎、u.z. | 3:16 |
| 13.       | 「Timberline」                               |            | u.z.、小高光太郎 | 3:13 |
| 14.       | 「Time Call」                                |            | 小高光太郎、u.z. | 2:22 |
| 15.       | 「Black Vox」                                |            | u.z.、小高光太郎 | 2:52 |
| 16.       | 「Dismal Bridge」                            |            | u.z.、小高光太郎 | 2:46 |
| 17.       | 「Crystal Fear」                             |            | u.z.、小高光太郎 | 2:37 |
| 18.       | 「Raging Crisis」                            |            | 小高光太郎、u.z. | 3:03 |
| 19.       | 「Sketchbook」                               |            | u.z.、小高光太郎 | 3:27 |
| 20.       | 「Enpireo」                                  |            | u.z.、小高光太郎 | 2:52 |
| 21.       | 「Paradiso」                                 |            | u.z.、小高光太郎 | 2:28 |
| 合計時間: | 合計時間:                                    | 合計時間:  | 64:05            |      |
| #         | タイトル                          | 作詞       | 作曲             | 時間 |
| --------- | --------------------------------- | ---------- | ---------------- | ---- |
| 1.        | 「Istedoa」                       |            | 小高光太郎、u.z. | 3:19 |
| 2.        | 「Merry Dreams」                  |            | u.z.             | 3:27 |
| 3.        | 「Undo the Ribbon」               |            | u.z.             | 3:44 |
| 4.        | 「Preface」                       |            | 小高光太郎、u.z. | 1:49 |
| 5.        | 「Spell for Tomorrow」            |            | 小高光太郎、u.z. | 1:29 |
| 6.        | 「GATE」                          |            | 小高光太郎、u.z. | 1:16 |
| 7.        | 「Sign of Win」                   |            | 小高光太郎、u.z. | 1:22 |
| 8.        | 「Sign of Lose」                  |            | 小高光太郎、u.z. | 0:53 |
| 9.        | 「Another Story」                 |            | 小高光太郎、u.z. | 1:51 |
| 10.       | 「みどりのこだま」(歌：Kitkit Lu) | 永原さくら | 小高光太郎、u.z. | 4:39 |
| 11.       | 「みどりのこだま inst ver.」      |            | 小高光太郎、u.z. | 4:39 |
| 12.       | 「Last Healing」(歌：Ceui)        | 永原さくら | u.z.、小高光太郎 | 6:34 |
| 13.       | 「宵待ちランタン」(歌：中恵光城)  | 永原さくら | 小高光太郎、u.z. | 3:57 |
| 合計時間: | 合計時間:                         | 合計時間:  | 38:59            |      |
『あいりすミスティリア! ORIGINAL SOUND TRACK Vol.2』
発売 - 2019年1月25日
楽曲制作 - Active Planets
監修 - AUGUST
全12トラック。ダウンロード販売では1曲ずつの購入も可能。
| #         | タイトル                                   | 作詞       | 作曲                       | 時間 |
| --------- | ------------------------------------------ | ---------- | -------------------------- | ---- |
| 1.        | 「Glorious Splash」                        |            | u.z.                       | 4:37 |
| 2.        | 「Navy Reflection」                        |            | u.z.                       | 3:46 |
| 3.        | 「Traces Fade」                            |            | HIR                        | 3:33 |
| 4.        | 「Witches Fall」                           |            | 白兎桃                     | 3:08 |
| 5.        | 「Dump in Pumpkin」                        |            | 白兎桃                     | 3:20 |
| 6.        | 「Lantern in the Holiday Garden」          |            | u.z.、小高光太郎           | 3:55 |
| 7.        | 「Happy New Wish!」                        |            | u.z.                       | 3:43 |
| 8.        | 「First Sunrise」                          |            | u.z.                       | 3:46 |
| 9.        | 「Lush Foliage」                           |            | u.z.                       | 3:57 |
| 10.       | 「Dawn of Hades」                          |            | u.z.                       | 3:58 |
| 11.       | 「Mysteria Gleam」                         |            | u.z., 藤井亮太             | 3:27 |
| 12.       | 「ウィルクリア」(歌：中恵光城, ういにゃす) | 永原さくら | 小高光太郎, 石倉誉之, u.z. | 4:56 |
| 合計時間: | 合計時間:                                  | 合計時間:  | 46:06                      |      |
『Iris Song Festa! vol.1〜あいりすミスティリア! ボーカルコレクション feat. Airots〜』
発売 - 2019年9月27日
楽曲制作 - Active Planets
あいミスBGMのボーカルアレンジ集。全11トラック。
| #         | タイトル                                                         | 作詞       | 作曲                       | 時間 |
| --------- | ---------------------------------------------------------------- | ---------- | -------------------------- | ---- |
| 1.        | 「みどりのこだま〜echo of Airots〜」(歌：Airots)                 | 永原さくら | 小高光太郎                 | 4:39 |
| 2.        | 「ハートフル・ハーフタイム」(歌：Airots)                         | 永原さくら | 石倉誉之, u.z.             | 5:24 |
| 3.        | 「宵待ちランタン」(歌：中恵光城)                                 | 永原さくら | 小高光太郎、u.z.           | 3:59 |
| 4.        | 「TOLOGY」(歌：鈴湯)                                             | 永原さくら | u.z.、小高光太郎           | 4:50 |
| 5.        | 「サンクチュアリアワー」(歌：ういにゃす)                         | 永原さくら | 藤井亮太、u.z.             | 4:21 |
| 6.        | 「白銀オフトレイル」(歌：鈴湯・中恵光城)                         | 永原さくら | 小高光太郎、片山将太、u.z. | 5:32 |
| 7.        | 「フィラカス」(歌：中恵光城)                                     | 永原さくら | 片山将太、小高光太郎       | 3:43 |
| 8.        | 「ウィルクリア」(歌：ういにゃす・中恵光城)                       | 永原さくら | 小高光太郎, 石倉誉之, u.z. | 4:56 |
| 9.        | 「大吉召喚〜Super duper good luck!〜」(歌：ういにゃす・中恵光城) | 永原さくら | 小高光太郎、加藤冴人、u.z. | 4:56 |
| 10.       | 「きみとセピア」(歌：鈴湯)                                       | 永原さくら | 石倉誉之、u.z.             | 5:06 |
| 11.       | 「Mysteria Tale」(歌：Airots)                                    | 永原さくら | 小高光太郎, 藤井亮太       | 5:11 |
| 合計時間: | 合計時間:                                                        | 合計時間:  | 52:37                      |      |
『あいりすミスティリア! ORIGINAL SOUND TRACK Vol.3』
発売 - 2019年12月28日 （コミックマーケット97で先行販売。一般販売は2020年1月17日 。）
楽曲制作 - Active Planets
監修 - AUGUST
全15トラック。ダウンロード販売では1曲ずつの購入も可能。

### ドラマCD
『獣人ユニット!』
コミックマーケット96で販売された夏コミセット2019に収録（登場：ラウラ、クルチャ）。
『炎のお料理対決!』
コミックマーケット97で販売された冬コミセット2019に収録（登場：シャロン、セシル）。
『《アイリス》格付チェック』
コミックマーケット98で販売予定だった春コミセット2020に収録（登場：ポリン、ユー、ルージェニア、ギゼリック、セシル）。
C98開催中止のため通販で販売された。
『フリッカとオリヴィエの大晦日特別番組』
コミックマーケット99で販売された冬コミセット2021に収録（登場：フリッカ、オリヴィエ、アシュリー、ラウラ、ソフィー、ナジャ）。

### ボイスドラマ
「あいりすミスティリア!」ASMR
ボイスドラマ配信アプリ『mimicle』で配信の有料ボイスドラマ。
- 企画 - 電撃G’sマガジン編集部
- シナリオ - 御厨みくり
- イラスト - 夏野イオ

| # | 配信日        | タイトル                                               | 声優     |
| - | ------------- | ------------------------------------------------------ | -------- |
| 1 | 2022年8月31日 | プリシラと過ごす2人だけの時間 〜冥王さん癒し大作戦っ〜 | 猫村ゆき |
| 2 | 2022年8月31日 | どこでもすやすや コトと一緒に温泉旅行                  | 藤咲ウサ |

### 書籍
キャラクターブック『あいりすミスティリア！ヒロインガイドブック 〜ユーの突撃冥界女子！〜』
発売 - 2018年10月27日
発行 - KADOKAWA
JAN 4942330116975
資料集『あいりすミスティリア! 〜少女のつむぐ夢の秘跡〜芽吹きの書』
発売 - 2019年9月27日
発行 - ホビージャパン
ISBN 9784798620169
画集『あいりすミスティリア！』ART WORKS
発売 - 2020年5月11日
画集『あいりすミスティリア！』ART WORKS2
発売 - 2022年4月28日
画集『あいりすミスティリア！』ART WORKS3
発売 - 2023年5月3日

### その他
LYCEE OVERTURE
Ver.オーガストスターターデッキ/Ver.オーガストブースターパック内収録
アバター
Mobage内で使用可能なアバター。入手はあいりすミスティリア！コインガチャ（１回300モバコイン）。クリス/コト/フランチェスカ/ヴァレリア/ユーなど
全身アクリルキーホルダー
第1弾 - アシュリー/クリス/ソフィ/ラディス/ベアトリーチェ/フランチェスカ/ポリン/セシル/シャロン/ユー
第2弾 - コト/クレア/パトリシア/エルミナ/ティセ/イリーナ/ラウラ/クルチャ/ヴァレリア/ウィル
未収録 - ファム/ルージェニア/プリシア/リディア/ギゼリック
スマホ用アクリルスタンド
第1弾  - アシュリー/クリス/コト/フランチェスカ/ポリン
イラストタペストリー/全身タペストリー/等身大タペストリー/Wスエードタペストリー
Wスエードタペストリーは電撃G's magazineに描き下ろされたイラストが使用されている。
リリース記念テレカセット
第3弾まで発売されている。
アクリル台座付きテレカ
ブロマイド3枚が付いている。

## メディア掲載
- BugBug（スコラマガジン（2019年4月号以前は富士美出版））
  - 2017年12月号 - 巻頭大特集、巻中インタビュー『あいりすミスティリア! R 〜少女のつむぐ夢の秘跡〜』[43]

- 電撃G's magazine（KADOKAWA）
  - 2018年3月号 - Wスエードタペストリー誌上通販が3月号から毎月行われている（2020年5月現在）。

- TECH GIAN（KADOKAWA）
  - 2019年11月号 - 「総力特集『あいりすミスティリア! R』」pp.52-53[44]。
  - 2019年12月号 - 「チューモク!『あいりすミスティリア! R』」p.60[45]。
  - 2020年1月号 - 「チューモク!『あいりすミスティリア! R』」pp.78-81[46]。

- 電撃萌王（KADOKAWA）
  - 2019年12月号 -「The Art of AUGUST」AUGUST特集pp.5-19[47]。

- メガストア（コアマガジン）
  - 2018年11月号 - 付録連動巻頭特集『あいりすミスティリア! R 〜少女のつむぐ夢の秘跡〜』（夏野イオ描き下ろしラウラ特製下敷き[48]）[49]